# Керста Розалія Йосипівна
Керста Розалія Йосипівна (24 липня 1933, с. Ковпин, тепер Бродівського району Львівської області — 24 квітня 1994, Львів) — українська мовознавиця, кандидат філологічних наук з 1978. Сім‘я: чоловік - Керста Ярослав Пантелейович, дочки: Ірина та Ольга.

## Біографія
Закінчила 1956 року Львівський університет.
З 1957 працювала в Інституті суспільних наук АН УРСР у Львові (з 1993 — Інститут українознавства НАН України): референт, молодший науковий співробітник, старший науковий співробітник (з 1980).

## Наукова діяльність
Досліджувала проблеми української та слов'янської ономастики, української історичної лексикології та лексикографії, діалектології.
Основні праці:
- «Особові назви, утворені від загальних назв на означення професії, роду заняття (на матеріалі пам'яток української мови XVI ст.)» (1970),
- «Українська антропонімія XVI ст. Чоловічі іменування» (1984),
- «Описові метрологічні та темпоральні назви у пам'ятках української мови XVI — першої половини XVII ст.» (1991).
- Словник староукраїнської мови XIV—XV ст.: У 2 т. / Укл.: Д. Г. Гринчишин, У. Я. Єдлінська, В. Л. Карпова, І. М. Керницький, Л. М. Полюга, Р. Й. Керста, М. Л. Худаш. — К.: Наукова думка, 1977—1978. — Т. 1 — 2.

один з авторів і редакторів «Словника української мови XVI — першої половини XVII ст.» (в. 1-5, 1994—1998).